# P. Lion
Pour les articles homonymes, voir Lion (homonymie).
 (mars 2025).
Si vous disposez d'ouvrages ou d'articles de référence ou si vous connaissez des sites web de qualité traitant du thème abordé ici, merci de compléter l'article en donnant les références utiles à sa vérifiabilité et en les liant à la section « Notes et références ».
Pietro Paolo Pelandi, dit P. Lion, est un chanteur et musicien italien, né le 29 juin 1959 à Alzano Lombardo.
Il a connu un grand succès dans les années 1980, surtout avec les titres d'italo disco Happy Children (1983) et Dream (1984).

## Famille et origine de son nom de scène
Pietro Paolo Pelandi a pris le pseudonyme de « P. Lion » à cause des trois « P » que contient son nom, et parce que l'emblème de sa famille est le lion (son père était comte d'Alzano Lombardo). À la mort de son père, il a hérité du titre.

### Carrière

#### Début de carrière etSpringtime(1983-1984)
Très célèbre en Italie, P. Lion a connu un succès international avec deux titres, Happy Children (1983) et Dream (1984). Dream a été particulièrement célèbre en France où le titre était utilisé pour le générique du Top 50 de 1984 à 1993. Happy Children a également été le générique du Top 50 quand l'émission a été reprise sur TF6 puis MCM de 2000 à 2008.
Son premier album, intitulé Springtime, paraît le 15 juin 1984. P. Lion le produit entièrement seul avec 3 parutions de disques[pas clair] : Happy Children en septembre 1983, Dream le 6 juin 1984 et Reggae Radio / Springtime en décembre 1984/janvier 1985.
Après ce premier album, P. Lion signe sur le label milanais Discomagic, l'un des plus importants de l'époque. 

#### Believe MeetUnder The Moon(1985-1986): perte du succès
Sous le label Durium, il produit ses propres singles comme Believe Me en septembre 1985 et Under the Moon le 10 mars 1986 qui sont passés inaperçus en dehors de l'Italie. Néanmoins en raison du petit succès de ces 2 vinyles respectivement en France et en Espagne, il existe les versions courtes et longues de ces chansons.  

#### You'll Never Break My HeartetA Step In The Right Way(1987-1995)
Le 1er avril 1995, il sort A Step in the Right Way, un album chez FMA Records avec une seule sortie de disque entre avril et mai 1987 : You'll Never Break My Heart/Game Of Life, beaucoup plus pop-rock. Cet album devait avoir deux autres possibles singles que sont Dance With Me en octobre 1987 et A Step In The Right Way fin 1987 début 1988, mais ils n'ont pas vu le jour en raison du succès moindre de l'album. 
Cet album sort du style italo disco puisque cette fois-ci, P.Lion s'essaie à tester de nouveaux genres avec notamment du pop rock avec Game Of Life, de l'adult contemporary avec Worn-out Shoes, du rock avec Living in The Dark ou même un style quelque peu dance-pop avec Dance With Me et A Step In The Right Way. 
On le retrouve également en 1988 à travailler dans l'équipe de production de Betty Villani avec la chanson De Nuevo Tu. 
Parallèlement, en octobre 1991 paraît Burn In His Hands, une chanson techno critiquant la religion et le pouvoir abusif des riches. Néanmoins elle n'est pas incluse dans l'album en raison de son style bien trop éloigné de A Step In The Right Way. 
En raison du manque de succès de cet album, P.Lion quitte le monde de la chanson en 1995. 

#### Retour à la musique (depuis 2000)
Un troisième album paraît en 2000 avec une réedition en 2010 : Happy Children 2K. Au départ de sa parution le 1er juin 2000, il s'agit d'un simple vinyle qui contient en face A Happy Children (Yabadabadoo), qui est une reprise de la version 12 min de 1983, présente sur l'album de 1984. En face B, You're Singing Every Day est un dérivé de Happy Children s'inspirant de la dernière phrase du refrain pour en faire une chanson avec P.Lion en vocal. Puis, trois autres remixes de Happy Children paraissent et Happy Children 2K devient un album. 
Il collabore par ailleurs en tant qu'arrangeur à certains disques comme ceux de Betty Villani ou Tony Sheridan.
L'album Springtime est réédité dans une version deluxe sur CD, parue en juin 2010. Il contient les 8 pistes originelles ainsi que 5 remixes : 
| Numéro piste | Titres                                | Durée |
| ------------ | ------------------------------------- | ----- |
| 1            | Dream                                 | 6:04  |
| 2            | Springtime                            | 5:42  |
| 3            | Sweet Children                        | 1:54  |
| 4            | Happy Children                        | 5:59  |
| 5            | Reggae Radio                          | 4:47  |
| 6            | Kings Of The Night                    | 5:32  |
| 7            | A Song For You                        | 5:04  |
| 8            | Rubber Game                           | 3:46  |
| 9            | Happy Children (7")                   | 3:41  |
| 10           | Dream (7")                            | 4:06  |
| 11           | Happy Children (88 Remix (Power Mix)) | 5:21  |
| 12           | Dream (Instrumental)                  | 5:43  |
| 13           | Happy Children (Digital Remix)        | 8:53  |

À partir de 2014, il se rend dans une boîte de production à Bergame et lance un nouveau projet, P.Lion Project.
Dès 2015, P.Lion fait paraître 3 autres chansons que sont A Salty Dog, Money et Remember sans faire paraître d'album.
En 2018-2019, il se consacre, en vain, au retour de sa chanson à succès Happy Children en publiant des remixes.
Le 18 septembre 2020, P.Lion fait paraître sous le label ZYX Music une compilation de ses meilleures chansons avec des remixes et un megamix.

## Discographie

### Albums
- Springtime (Carrère Records, 1984)
- A Step in the Right Way (FMA Records, 1995)
- Happy Children 2K (SWR, 2000)
- A Salty Dog (plp, 2014)
- Greatest Hits & Remixes (ZYX Records, 2020)

### Singles
- Happy Children (Carrère Records, 1983)
- Dream (Carrère Records, 1984)
- Reggae Radio / Springtime (Carrère Records, 1985)
- Believe Me / Beach Beach (Durium, 1985)
- Under the Moon (Durium, 1986)
- You'll Never Break My Heart / Game Of Life (Durium, 1987)
- Burn in His Hands (P. Lion Production, 1991)
- A Salty Dog / Sea So Blue (plp, 2014)
- Money (plp, 2015)
- Remember (plp, 2015)